# Canonización de Isidro Labrador, Ignacio de Loyola, Francisco Javier, Teresa de Jesús y Felipe Neri

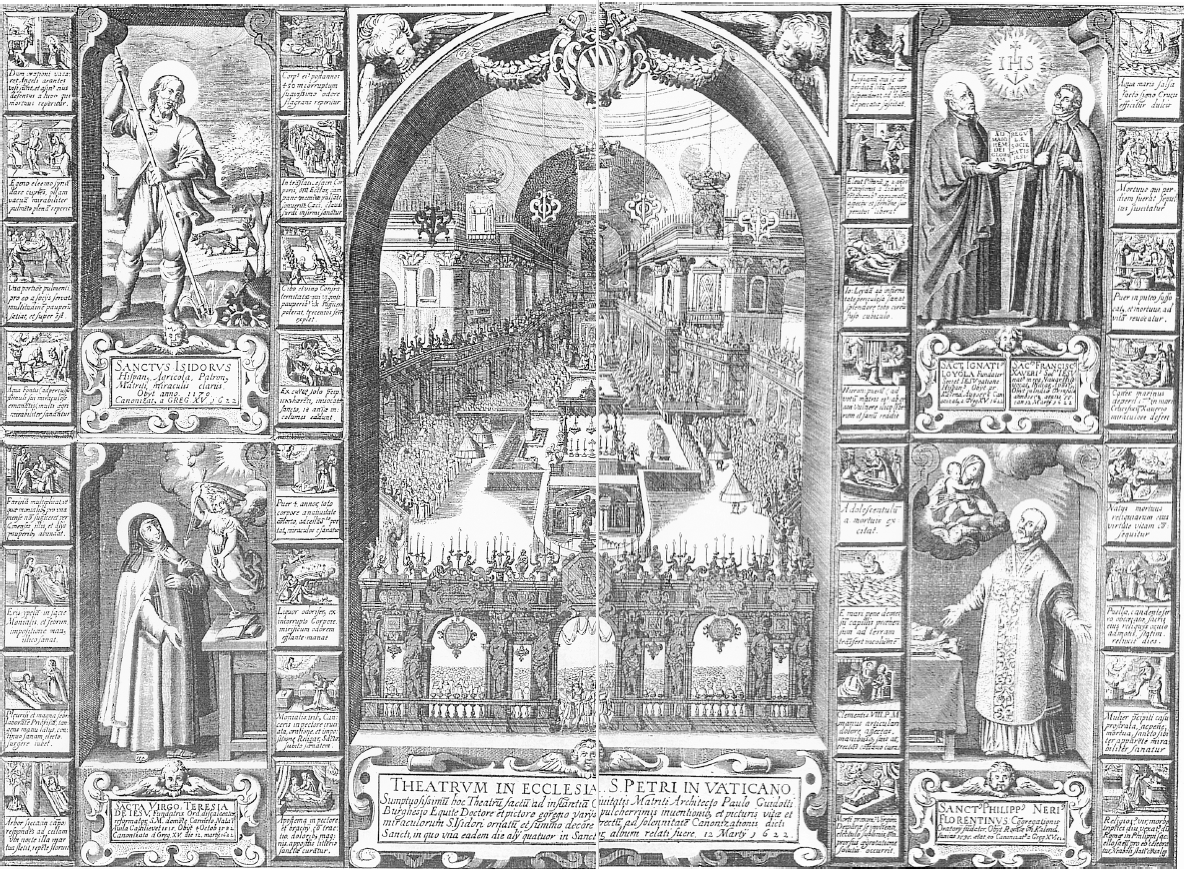
Grabado conmemorativo de la ceremonia de canonización por Matthias Greuter

La canonización de Isidro Labrador, Ignacio de Loyola, Francisco Javier, Teresa de Jesús y Felipe Neri fue una celebración litúrgica por medio de la cual el papa Gregorio XV declaró la santidad de estas personas el 12 de marzo de 1622.

## Historia
El origen de la canonización se encuentra en los esfuerzos ejercidos desde el último cuarto del siglo XVI por los reyes de España y la villa de Madrid para conseguir la canonización de Isidro Labrador.En 1613, la villa de Madrid comisionó a Diego de Barrionuevo como agente en Roma para conseguir la beatificación y canonización de Isidro, que sería beatificado en 1619 por Paulo V.

### Posteridad
Tras esta canonización múltiple siguieron décadas en las que no se produjeron nuevas canonizaciones múltiples hasta la realizada en 1671 por Clemente X teniendo como objeto a: Cayetano de Thiene, Francisco de Borja, Luis Bertrán, Felipe Benicio y Rosa de Lima.

## Descripción
La celebración se produjo en la basílica de San Pedro del Vaticano. En concreto, se produjo alrededor del crucero del templo. La decoración de la basílica no se había finalizado, por lo que no existía la actual disposición de la Cátedra de San Pedro y el baldaquino; ambos diseñados por Bernini.
La decoración, ideada por Paolo Guidotti, giraba en torno a San Isidro Labrador, ya que en un principio iba a ser el único canonizado en la ceremonia. El decorado formaba una especie de anfiteatro decorado por cuadros con la vida de San Isidro, ornamentos relacionados y los escudos de los promotores de la canonización de este santo: el de Felipe IV, de Francisco Fernández de la Cueva, VII duque de Alburquerque (embajador de Felipe IV en Roma), el de la Villa de Madrid, y de su agente en Roma para esta causa, Diego de Barrionuevo.

## Significado
La ceremonia ha sido definida como una caractrerización del triunfo de la Reforma Católica.
De acuerdo con Fermín Labarga la importancia de la canonización se debía a un conjunto de importantes motivos:
- Fue la primera canonización colectiva en una única ceremonia.
- La magnitud de los santos canonizados conjuntamente no ha sido superada posteriormente.
- Los canonizados fueron los primeros en serlo tras pasar por el estadio intermedio de la beatificación, de acuerdo con las normas de la Congregación de Ritos creada en 1585.
- El origen español de cuatro de los cinco canonizados. Siguiendo a Labarga hasta entonces no existía un gran número de santos españoles.

En conexión con esta última circunstancia y debido en parte al recuerdo del Sacco de Roma, ocurrido en 1527 en que tropas alemanas y españolas saquearon la ciudad, los romanos acuñaron el siguiente dicho respecto de la canonización:
oggi il Papa ha canonizzato quattro spagnoli e un santo (en italiano, hoy el Papa ha canonizado cuatro españoles y un santo.)

### Individuales
1. ↑  Jiménez Pablo, Esther (19 de septiembre de 2016). «La canonización de Ignacio de Loyola (1622): lucha de intereses entre Roma, Madrid y París». Chronica Nova. Revista de Historia Moderna de la Universidad de Granada (42): 79-102. ISSN 2445-1908. doi:10.30827/cn.v0i42.5016. Consultado el 28 de febrero de 2024.
2. ↑  Alvar Ezquerra, Alfredo (2014). «La construction de l’identité à la première personne : la canonisation de Saint Isidro laboureur (1562-1622)». Revista de Historiografía (en francés) (21): 39-49. ISSN 2445-0057. Consultado el 29 de febrero de 2024.
3. ↑  Colomer, José Luis (2003). Arte y diplomacia de la monarquía hispánica en el siglo XVII. CEEH. pp. 222, 226. ISBN 978-84-933403-0-8. Consultado el 6 de diciembre de 2023.
4. ↑  Renoux, 2022.
5. ↑  Labarga, 2020, pp. 74-75.
6. ↑  Labarga, 2020, p. 74.